# Alexander Beyer
Pour les articles homonymes, voir Beyer.
Alexander Beyer, né le 24 juin 1973 à Erfurt dans l'ex-RDA, est un acteur allemand.

## Filmographie

### Cinéma
- 1999 : Sonnenallee de Leander Haußmann : Mario
- 2000 : Les Trois Vies de Rita Vogt de Volker Schlöndorff : Jochen Pattka
- 2001 : Gregor's Greatest Invention de Johannes Kiefer : Gregor
- 2002 : Sophiiiie! de Michael Hoffman : Manuel
- 2003 : Hierankl de Hans Steinbichler : Vincenz
- 2003 : Good Bye, Lenin! de Wolfgang Becker : Reiner
- 2003 : Les Bourses ou la Vie de Robert Schwentke : Roman Schwarz
- 2005 : Munich de Steven Spielberg : Journaliste allemand
- 2006 : Maria am Wasser de Thomas Wendrich : Marcus Lenk
- 2006 : Leningrad d'Aleksandr Buravsky : Walter Hoesdorff
- 2010 : Carlos d'Olivier Assayas : Lieutenant Wilhelm Borostowski
- 2012 : 9 mois de réflexion (Frisch gepresst) de Christine Hartmann : Gregor Fischle
- 2013 : Le Cinquième Pouvoir (Fifth Estate) de Bill Condon : Marcel Rosenbach
- 2018 : Styx
- 2020 : Les Leçons persanes de Vadim Perelman : Commandant
- 2022 : La Ruse (Operation Mincemeat) de John Madden : Karl-Erich Kühlenthal
- 2022 : Ma vie avec Dalí (Dalíland) de Mary Harron : Christoffe
- 2022 : Le Renard et le Soldat (Der Fuchs) d'Adrian Goiginger : Hauptmann Glück
- 2025 : Brick de Philip Koch : Friedman

### Télévision
- 2006 : Giganten: Albert Einstein de Gero von Boehm
- 2007 : Guerre et Paix de Robert Dornhelm : Comte Pierre Bézoukhov
- 2008 : Les Justicières de la nuit (Putzfrau Undercover) de Ralf Huettner
- 2010 : La Catin (Die Wanderhure) de Hansjörg Thurn : Jodokus von Arnstein
- 2015 : Deutschland 83 d'Anna et Joerg Winger : Tobias Tischbier
- 2018 : The Little Drummer Girl  série de Park Chan-wook